# Harry Ward Foote
Harry Ward Foote (* 21. März 1875 in Guilford, Connecticut; † 14. Januar 1942 ebenda) war ein US-amerikanischer Chemiker und Hochschullehrer.

## Leben
An der Yale University in New Haven studierte er Chemie bei u. a. Horace L. Wells (Analytische Chemie), bei William G. Mixter (Allgemeine Chemie) und bei Samuel G. Penfield (Mineralogie). Nach seinem Studium arbeitete er 42 Jahre lang selbst an Hochschulen in Bereich Chemie. 1898 begann er als Dozent an der Sheffield Scientific School der Yale University zu arbeiten. Sechs Jahre später wurde er 1904 zum Assistenzprofessor ernannt. 1911 nahm er an der Expedition von Hiram Bingham nach Machu Picchu als Sammler und Fotograf teil. 1912 wurde er zum Professor für physikalische Chemie ernannt. Seine hauptsächlichen Gebiete waren die allgemeine sowie die analytische Chemie.